# 애리얼 캐플런
애리얼 캐플런(Ariel Kaplan, 1994년 5월 4일 ~ )은 남아프리카 공화국에서 태어난 오스트레일리아의 배우, 가수, 댄서이다.